# Velika nagrada Generala Juana Peróna 1949 (januar)
Velika nagrada Buenos Airesa 1949 je bila prva dirka za Veliko nagrado v sezoni 1949. Odvijala se je 29. januarja 1949 na dirkališču Palermo.

## Dirka
| Poz | Dirkač              | Moštvo                | Dirkalnik         | Krogi | Čas/Odstop     | Št. m. |
| --- | ------------------- | --------------------- | ----------------- | ----- | -------------- | ------ |
| 1   | Alberto Ascari      | Scuderia Ambrosiana   | Maserati 4CLT     | 35    | 1:30'23.1"     | 1      |
| 2   | Luigi Villoresi     | Scuderia Ambrosiana   | Maserati 4CLT     | 35    | + 41.0 s       | 2      |
| 3   | Oscar Gálvez        | Privatnik             | Alfa Romeo 308    | 35    | + 2:31.9       | 12     |
| 4   | Juan Manuel Fangio  | A.C.A.                | Maserati 4CLT     | 34    | +1 krog        | 3      |
| 5   | Princ Bira          | White Mouse Stable    | Maserati 4CLT     | 31    | +4 krogi       | 5      |
| 6   | Victorio Rosa       | Privatnik             | Maserati 4CL      | 29    | +6 krogov      | 11     |
| Ods | Adriano Malusardi   | A.C.A.                | Maserati 4CLT     | 25    |                |        |
| Ods | Benedicto Campos    | A.C.A.                | Maserati 4CL      | 6     | Trčenje        | 6      |
| Ods | Ernesto Tornquist   | Privatnik             | Maserati 4CL      | 4     | Motor          | 10     |
| Ods | Reg Parnell         | Scuderia Ambrosiana   | Maserati 4CLT     | 4     | Motor          | 8      |
| Ods | Nino Farina         | Scuderia Ferrari      | Ferrari 125C      |       |                | 13     |
| Ods | Chico Landi         | Privatnik             | Maserati 4CL      |       |                |        |
| Ods | Eitel Cantoni       | Privatnik             | Maserati 4CL      |       |                | 7      |
| Ods | Pascual Puopolo     | San Isidoro           | Maserati 8CL      |       |                | 9      |
| Ods | Pedro Llanos        | Privatnik             | Alfa Romeo 8C-35  |       |                |        |
| Ods | Pablo Pessatti      | Privatnik             | Alfa Romeo 8C-35  |       | Smrtna nesreča |        |
| Ods | Juan Gálvez         | Privatnik             | Alfa Romeo 308    |       |                |        |
| Ods | Clemar Bucci        | Privatnik             | Alfa Romeo 12C-37 |       |                |        |
| Ods | Emilio Romano       | Privatnik             | Maserati A6 GCS   |       |                |        |
| Ods | Felice Bonetto      | Privatnik             | Cisitalia D46     |       |                |        |
| Ods | Guido Scagliarini   | Privatnik             | Cisitalia D46     |       |                |        |
| DNS | Jean-Pierre Wimille | Equipe Gordini        | Simca-Gordini T15 |       | Smrtna nesreča |        |
| DNS | Raph                | Ecurie Naphtra Course | Maserati 4CLT     |       |                |        |
| DNS | Andres Fernández    | Privatnik             | Maserati 4CL      |       |                |        |
| WD  | Amédée Gordini      | Equipe Gordini        | Simca-Gordini T15 |       |                |        |